# Agrypon clandestinum
Agrypon clandestinum là một loài tò vò trong họ Ichneumonidae.